# هيساشي آبي
هيساشي آبي (باليابانية: 阿部永؛ بالكانا: あべ ひさし) هو أكاديمي ياباني، ولد في 1933 في توكوشيما في اليابان.